# Estadio Lokomotiv
El estadio Lokomotiv (en ruso: Cтадион Локомотив), conocido como RZD Arena por motivos de patrocinio, es un estadio de fútbol en Moscú, Rusia. Es la sede del FC Lokomotiv Moscú y la Federación de Rusia lo ha utilizado para los encuentros de la selección de Rusia en los partidos de clasificación para la Copa Mundial de Fútbol de 2010. Alberga también encuentros de rugby del RC Lokomotiv Moscú. Está situado cerca de la estación de metro Cherkízovskaya.
El estadio fue reinaugurado en 2002 para albergar 28 800 espectadores, todos ellos sentados, además de zona VIP y otras comodidades. Esta reconstrucción del estadio costó al Estado ruso 30 millones de dólares, y le convirtió en uno de los estadios más modernos de Rusia, siendo catalogado como categoría 4 estrellas por la UEFA. El tamaño del campo es de 104x68 m. La reinauguración se produjo el 5 de julio de 2002, en un encuentro entre el FC Lokomotiv y el FC Uralan (2-0). Tras su renovación, otros clubs de Rusia lo han utilizado como sede para competiciones como la Liga de Campeones de la UEFA.

## Historia
En 1935, en el lugar donde está el estadio Lokomotiv hoy en día, un sindicato de trabajadores eléctricos decidieron construir un estadio que fue nombrado "Stalinets" o "Estadio estalinista". En ese momento el Stalinets contaba con un aforo de cerca de 30.000 espectadores.

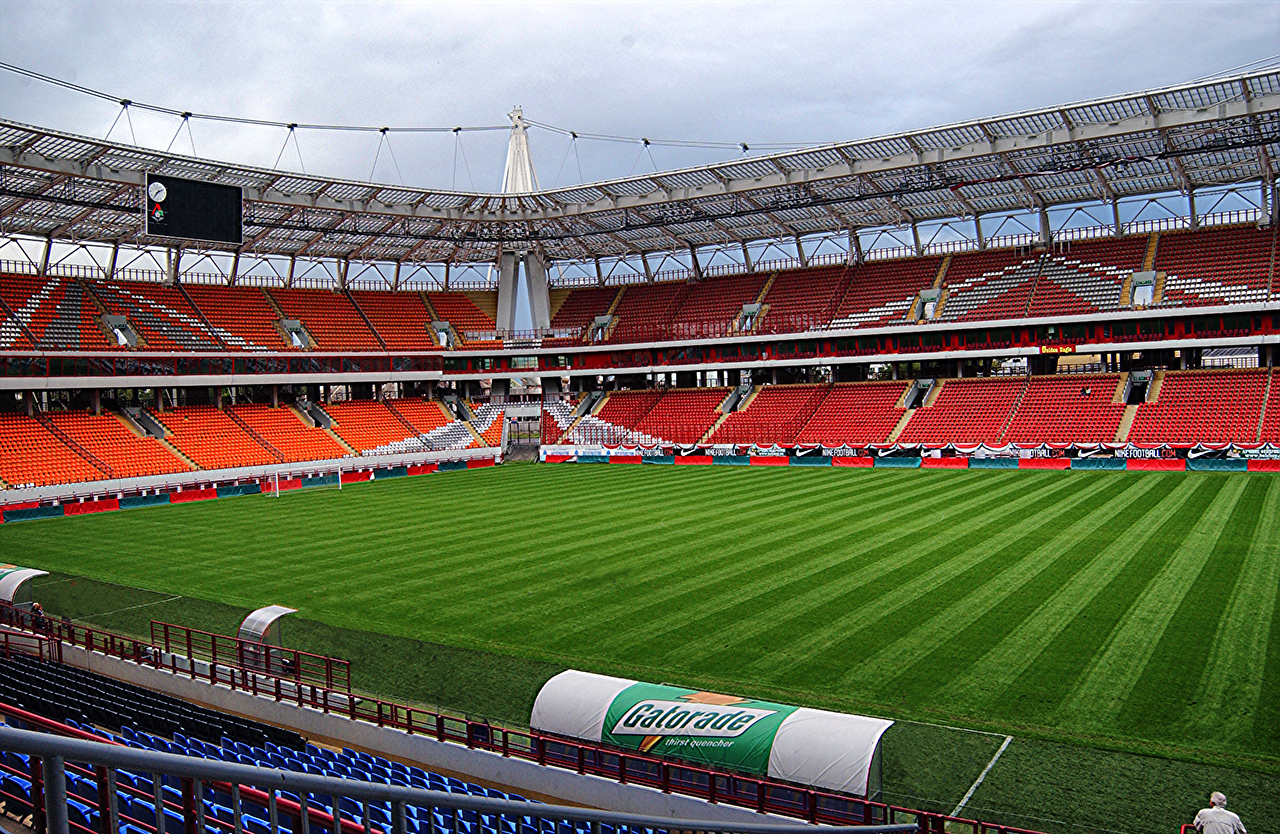
El estadio antes de un partido.

Tras la celebración de varios partidos clave, el estadio se convirtió en símbolo del fútbol en Moscú, pero el Stalinets fue demolido para dar paso a un estadio más moderno. Así se construyó el estadio Lokomotiv. Fue inaugurado el 17 de agosto de 1966 y tenía una capacidad de 30 000 personas. Sin embargo, a mediados de los años 1990 esa capacidad del estadio se redujo de 24 000 a 6 000 espectadores debido a que los bancos de madera fueron reemplazados por asientos de plástico.
El partido inaugural jugado en el estadio Lokomotiv fue entre el Lokomotiv Moscú y el Dynamo Kiev. Posteriormente el estadio Lokomotiv albergó varios partidos importantes de la selección rusa y los partidos como local del Lokomotiv. Sin embargo, la cumbre en la historia del estadio fue la clasificación para la Copa de la UEFA 1997-98 del Spartak Moscú ante el club suizo FC Sion, que terminó con empate a dos goles. Sin embargo, tras el partido el equipo suizo obligó a la UEFA a medir las porterías con el fin de determinar si cumplen con las normas internacionales. Sorprendentemente el tamaño de las porterías resultó ser inferior a las normas internacionales y la UEFA ordenó la repetición del encuentro, que ganó el Spartak Moscú por cinco goles a uno.

### Reconstrucción del estadio

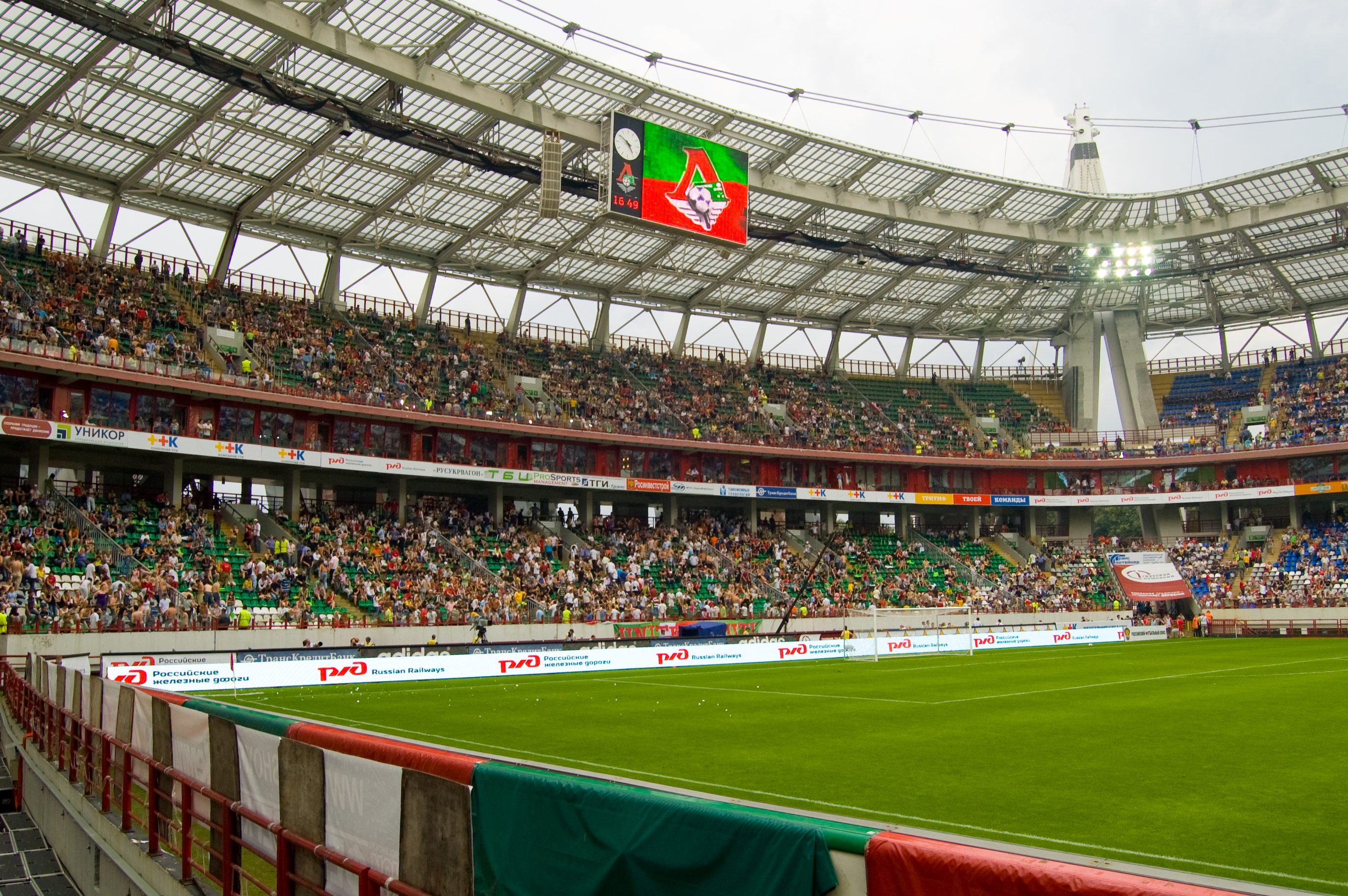
Interior del estadio en día de partido.

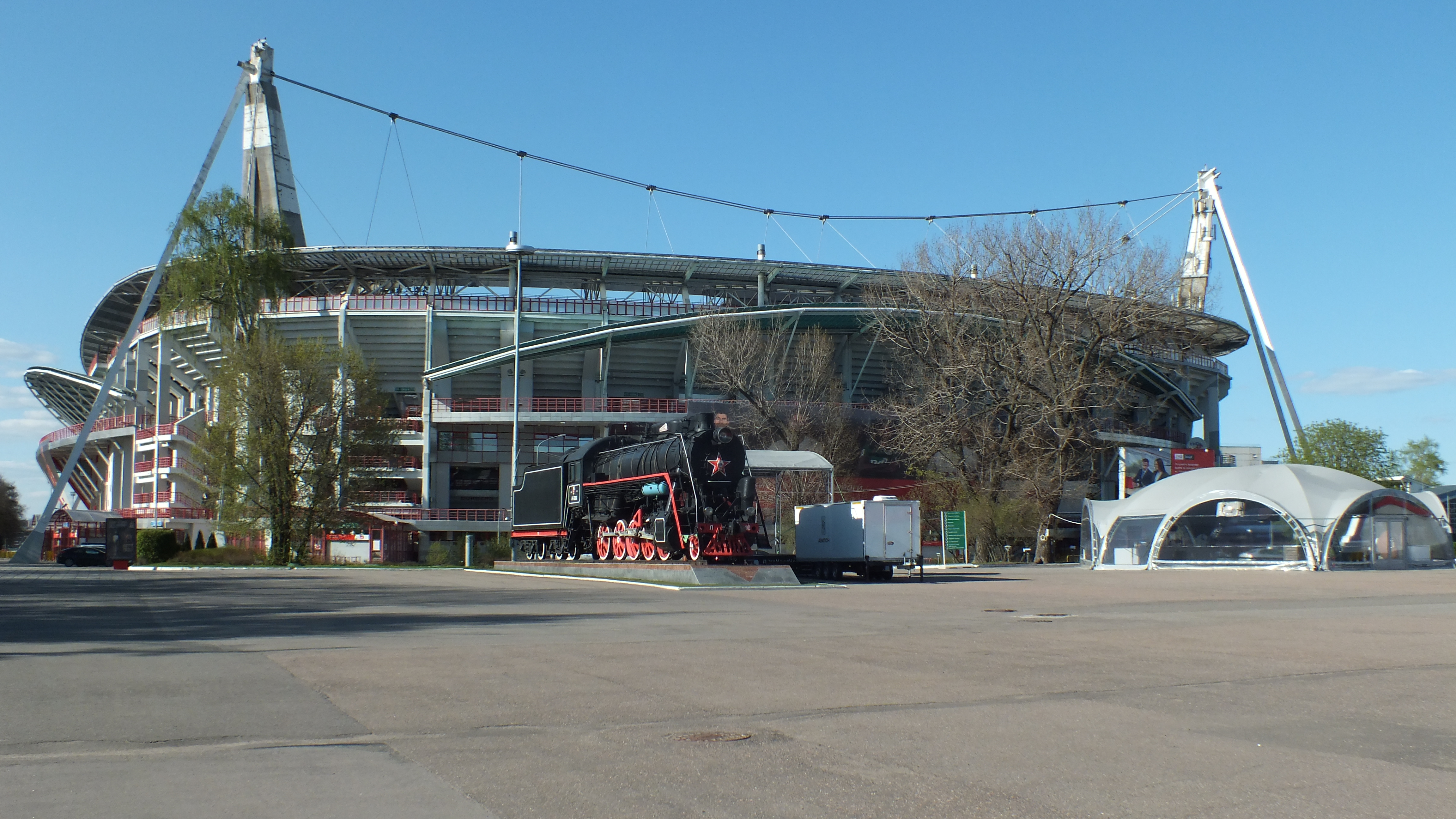
Locomotora en la entrada al estadio.

A pesar de que el estadio Lokomotiv seguía siendo de buena calidad en términos de infraestructura, la Junta del Lokomotiv Moscú consideró que un nuevo estadio sería la mejor opción para todos. Promovido por el Ministerio de Transporte ruso, el Lokomotiv construyó un nuevo estadio que, aunque al principio fue duramente criticado y calificado como un "platillo volador" por los aficionados rusos, hoy en día se destaca como uno de los mejores estadios de fútbol de Rusia. El reconstruido estadio Lokomotiv celebró su primer partido el 5 de julio de 2002 frente al Uralan Elista. Dmitry Semochko anotó el primer gol oficial en el nuevo estadio Lokomotiv.
El estadio reúne todos los requisitos de la FIFA y la UEFA para la celebración de partidos internacionales y es considerado uno de los mejores de Rusia en el apartado técnico y de diseño original. El estadio está formado por cuatro tribunas de gradas, cada una compuesta de dos niveles, y entre ellos los palcos VIP. El recinto cuenta con techo que cubre todos los asientos de los espectadores, dos pantallas de video gigante Nata-Info en las tribunas norte y sur.
Las instalaciones se completan con dos campos de entrenamiento anexos, la oficina del club «Lokomotiv», aparcamientos VIP, un club de fitness y un restaurante. En las inmediaciones del estadio hay una locomotora, símbolo del club y que sirve como monumento histórico, modelo L-3516.
El 27 de marzo de 2008 la gestión del estadio Lokomotiv decidió eliminar las redes de barrera frente a la grada sur, establecidas allí para evitar accidentes, ya que anteriormente los hinchas radicales del Lokomotiv se vieron envueltos en polémicas de lanzamiento de monedas, mecheros, bengalas y otros objetos pequeños.

## Comunicaciones
Para acceder al estadio por transporte público puede hacerse mediante la línea  del metro de Moscú en la estación Cherkizovskaya y la línea  en la estación Lokomotiv.